# Conférence des Forces Vives de la Nation
Conférence des Forces Vives de la Nation, em português, Conferência das Forças Vivas da Nação, foi uma conferência realizada no Benim para fazer a transição do regime militar marxista-leninista para a democracia.

## História
Desde 1972, o Benim (que se chamava Daomé até 1975) era governado pelo coronel Mathieu Kérékou, em um regime Marxista-Leninista. Kérékou abandonou o Marxismo-Leninismo em dezembro de 1989, por pressão popular.

## A Conferência
Entre 19 e 28 de fevereiro de 1990, sob a presidência de Isidore de Souza, arcebispo de Cotonou, foi realizada a Conferência das Forças Vivas da Nação (em francês, Conférence des forces vives de la Nation), que estabeleceu um governo de transição, sob comando do primeiro-ministro Nicéphore Soglo.

## Consequências
Em março de 1991, após as eleições presidenciais, Nicéphore Soglo foi eleito com mais de 67% dos votos. O Benim é um exemplo para a África subsaariana, por ter feito uma transição democrática sem derramamento de sangue nem golpes de estado.